# Palla 15

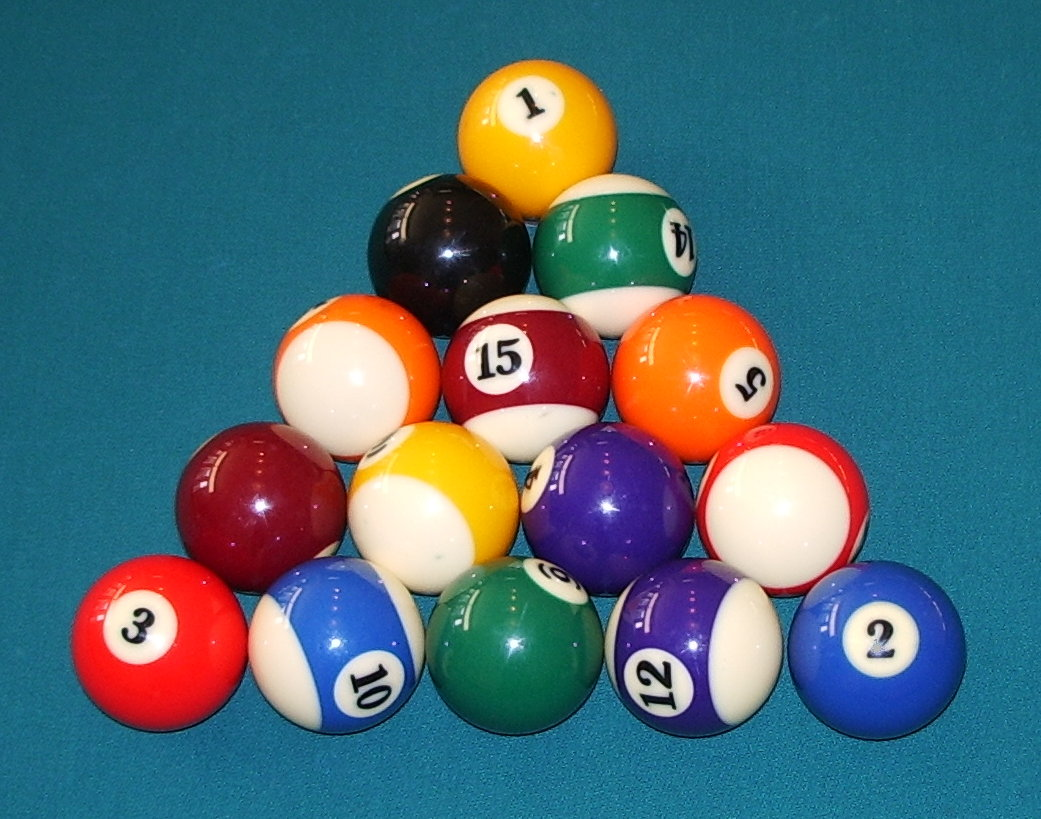
Disposizione triangolare delle bilie

Il 15-ball Pool (Palla 15) è una celebre specialità di biliardo americano, nonché quella principale "a tiri vincolati" dotata di punteggio. A giudicare dal regolamento, questa specialità è più conosciuta in italia come "dalla 1 alla 15" o erroneamente come "carambola".
A differenza di altre, palla 15 è l'unica specialità di biliardo americano ad avere delle varianti, progressivamente a riduzione di bilie (vedi più avanti).

## Il gioco
Si gioca su un tavolo a buche larghe e si dispongono a triangolo le quindici bilie colorate e numerate rispettivamente da 1 a 15, con la n°1 al vertice puntato verso il centro del tavolo; la bilia bianca con la funzione di battente sarà posizionata in un punto a piacimento della metà esterna del quadrante opposto al set di bilie preparate. Uno dei due giocatori (o squadre) avrà il compito di aprire il gioco con il break (o spaccata), dopodiché si procede.

Ogni bilia vale del punteggio a seconda del proprio numero: dato che sommando il valore di ogni bilia si ottiene 120, per vincere una partita è necessario ottenere un punteggio pari o superiore a 61 imbucando quante più bilie possibile in maniera regolamentare; in caso di pareggio (60-60) la partita è patta.

Il giocatore, durante il turno, deve colpire obbligatoriamente la bilia col numero più basso presente sul tavolo, per ottenere più punti può convenientemente carambolare su altre bilie per cercare di imbucarle colpendo con finezza la bilia col numero più basso; in ogni caso non è obbligato a imbucare le bilie in ordine numerico e continua il suo turno finché imbuca correttamente le bilie. 

Per il break deve essere obbligatoriamente colpita la bilia n°1.

### Falli
Se il giocatore commette un fallo, passa il turno all'avversario che prende "palla a mano", ovvero sposterà la bilia battente in un punto a suo piacimento nella metà esterna del quadrante del tavolo opposto alla bilia da colpire obbligatoriamente; eventuali punti di bilie imbucate saranno ceduti all'avversario. Un giocatore commette un fallo nei seguenti casi:
- non viene colpita nessuna bilia;
- non viene colpita la bilia col numero più basso;
- viene imbucata la bilia battente;
- qualsiasi bilia esce dal tavolo di gioco, tranne quella battente, in questo caso saranno rimesse in gioco;
- con qualsiasi parte del corpo vengono spostate o sfiorate delle bilie.

Se un giocatore commette consecutivamente tre falli, l'avversario vince la partita. Inoltre, se si imbuca l'ultima bilia nella stessa buca scelta dagli avversari, mandando contemporaneamente la bilia battente in buca si perde la partita.

## Varianti conosciute

### Palla 10
Il 10-ball Pool diversifica dalla specialità principale per il fatto che delle quindici bilie da pool se ne usano solo dieci, numerate da 1 a 10, sempre disponendole a triangolo. Vale come altro tipo di regolamento colpire e imbucare le bilie in ordine numerico, vince il giocatore che imbuca l'ultima bilia. Finché un giocatore imbuca le bilie in modo regolare, continua il suo turno. Vale come fallo imbucare la bilia battente, colpire una bilia sbagliata, far uscire una qualsiasi bilia fuori dal biliardo, non colpire nessuna bilia, spostare una qualsiasi bilia con qualsiasi parte del corpo; in tal caso, l'avversario prenderà palla a mano ponendo la battente all'estremità opposta alla bilia da colpire. Vincere un set vuol dire guadagnare un punto. Nonostante la minoranza di bilie rispetto al Palla 15, si può giocare anche di punteggio.

### Palla 9
Il 9-ball Pool è la più disputata e conosciuta tra le varianti del palla 15 ed è abbastanza celebre tra i giochi di biliardo americano. Si gioca con un set di dieci bilie, di cui una bianca battente e nove numerate progressivamente da 1 a 9. Le nove bilie si dispongono a rombo con la n°1 sul punto medio della linea di fondo e la n°9 nel mezzo. Il break deve essere effettuato colpendo obbligatoriamente la bilia n°1. Lo scopo è imbucare le nove bilie con tiri regolamentari: per ogni tiro la bilia da colpire deve essere quella con il numero più basso ma non è necessario imbucare le bilie in ordine numerico. Non imbucare una bilia non comporta un fallo, ma nel caso venisse imbucata la n°9 con un tiro errato deve essere rimessa in gioco sull'acchito e l'avversario prende palla a mano; se un giocatore commette tre falli consecutivi, cede la vittoria all'avversario.

### Palla 7
Il 7-ball Pool, delle bilie colorate e numerate ne ha solo sette, e vengono disposte ad esagono con la bilia n°1 sul punto medio della linea di fondo e la n°7 nel mezzo. Le regole del gioco sono le seguenti: colpire ed imbucare le bilie in ordine numerico fino ad ottenere la vittoria nel caso venisse imbucata l'ultima bilia sul tavolo; ciò premette che per il break deve essere obbligatoriamente colpita la bilia n°1. Per ampliare la conoscenza di questa variante viene spesso cambiato l'aspetto della bilia n°7.

## Galleria d'immagini

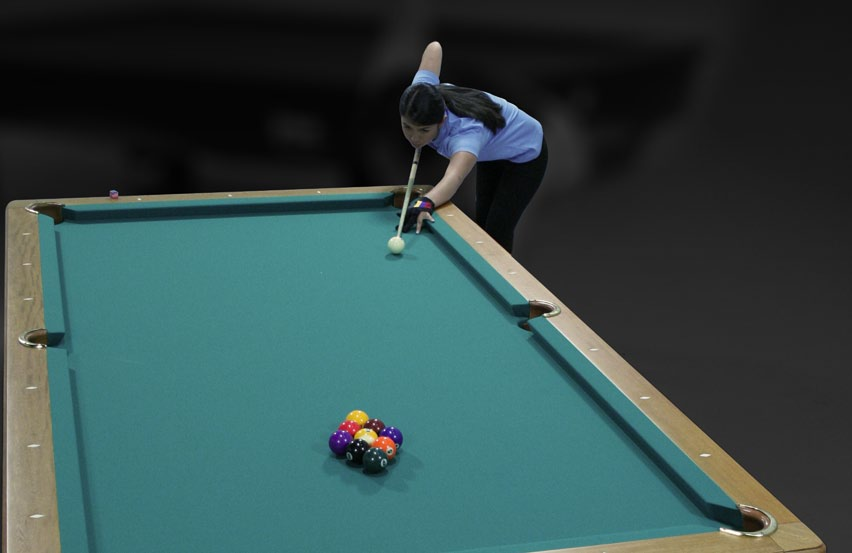
Una giocatrice inizia una partita al 9-ball pool
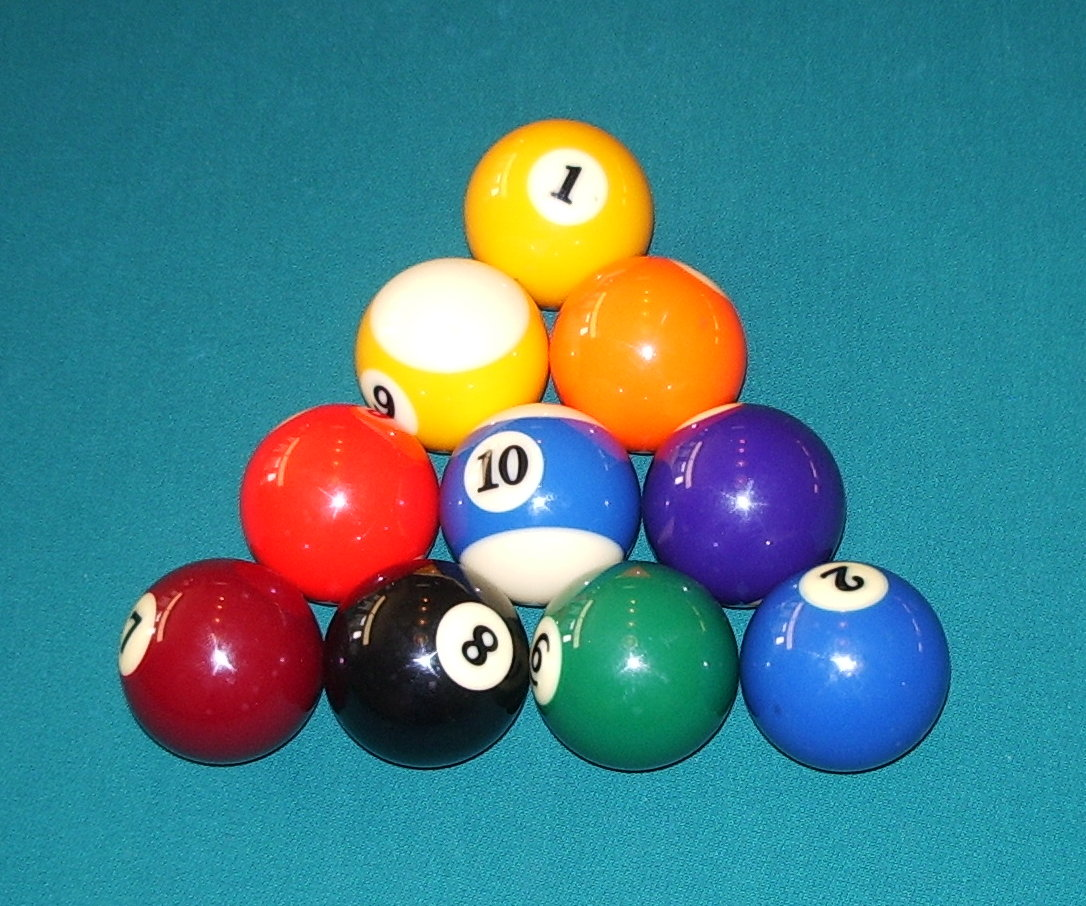
Disposizione triangolare delle bilie in 10-ball pool
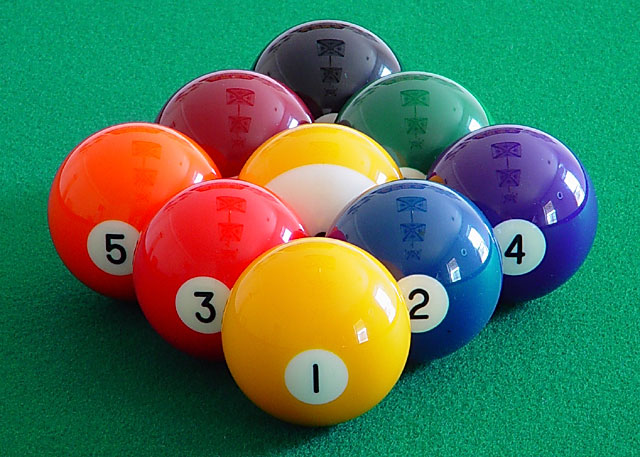
Disposizione rombale delle bilie in 9-ball pool
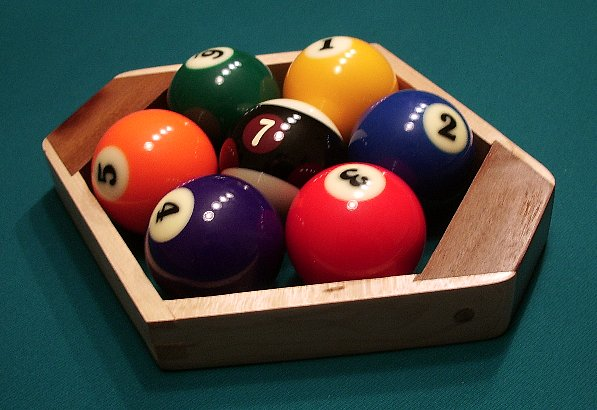
Disposizione esagonale delle bilie in 7-ball pool